# Sándor veszprémi püspök
Sándor (14–15. század) magyar katolikus főpap.

## Élete
Nevét csupán 1411. március 29-én említik, mint választott veszprémi püspököt.
Széke 1411. július 2-ától üres, utóda Rozgonyi Péter, akit a veszprémi káptalan 1417-ben megválasztott, pápai megerősítése azonban elhúzódott.